# Lars Ricken
Lars Ricken (ur. 10 lipca 1976 w Dortmundzie) – niemiecki piłkarz występujący na pozycji pomocnika. Przez całą swoją profesjonalną karierę grał w Borussii Dortmund. Zakończył ją 16 lutego 2009 roku.

## Początki
Rozpoczynał karierę w 1982 roku młodzieżowym klubie TuS Eving-Lindenhorst, skąd przeniósł się w 1986 do innego młodzieżowego klubu Eintrachtu Dortmund. W wieku 14 lat został dostrzeżony przez skautów innej drużyny z Dortmundu – Borussii. Jego kariera po przejściu do BVB nabrała rozpędu. W drugiej drużynie wyrósł na prawdziwą gwiazdę i już w 1994 roku dostał swoją szansę w 1 drużynie. Zadebiutował w Bundeslidze w spotkaniu z VfB Stuttgart, a dwa tygodnie później strzelił swoją pierwszą bramkę w lidze – w spotkaniu z MSV Duisburg. Powoli wchodził do drużyny, w której występowali m.in. Matthias Sammer, Stéphane Chapuisat czy Michael Zorc.

## Finał Ligi Mistrzów
W sezonie 1996/1997 Borussia Dortmund awansowała do finału Ligi Mistrzów. W spotkaniu finałowym z Juventusem Lars usiadł na ławce rezerwowych, by wejść w drugiej połowie. Po kilkunastu sekundach od wejścia dostał piłkę na środku boiska, podbiegł kilka metrów i z odległości około 30 metrów strzelił do bramki Włochów. Bramka ta przypieczętowała zwycięstwo Borussii.

## Kontuzje
Lars Ricken był trapiony różnego rodzaju kontuzjami, które nie pozwoliły mu stać się graczem światowej klasy. Nie mógł zagrać na dwóch wielkich turniejach – w 1998 na Mistrzostwach Świata, a w 2000 na Mistrzostwach Europy. Gdy powrócił do sprawności, pomógł drużynie wygrać mistrzostwo Niemiec w 2002 roku (było to jego trzecie mistrzostwo w karierze, wcześniej wygrywał ligę w 1995 i 1996). Został powołany przez Rudiego Völlera na Mistrzostwa Świata w 2002, jednak grał tylko w krótkich fragmentach meczów. Po tym turnieju znów doznał kontuzji, która podważyła jego rolę w drużynie. Utracił także miejsce w składzie reprezentacji.
Ricken mieszka w Herdecke nieopodal Dortmundu.

## Statystyki klubowe
| Klub              | Sezon         | Liga       | Liga  | Liga   | Puchar kraju | Puchar kraju | Europa | Europa | Inne  | Inne   | Suma  | Suma   |
| Klub              | Sezon         | Liga       | Mecze | Bramki | Mecze        | Bramki       | Mecze  | Bramki | Mecze | Bramki | Mecze | Bramki |
| ----------------- | ------------- | ---------- | ----- | ------ | ------------ | ------------ | ------ | ------ | ----- | ------ | ----- | ------ |
| Borussia Dortmund | 1993/1994 (w) | Bundesliga | 5     | 1      | –            | –            | 2      | 1      | –     | –      | 7     | 2      |
| Borussia Dortmund | 1994/1995     | Bundesliga | 21    | 2      | –            | –            | 7      | 1      | –     | –      | 28    | 3      |
| Borussia Dortmund | 1995/1996     | Bundesliga | 26    | 6      | 3            | 1            | 6      | 2      | 1     | 0      | 36    | 9      |
| Borussia Dortmund | 1996/1997     | Bundesliga | 23    | 2      | 1            | 0            | 9      | 4      | 1     | 0      | 34    | 6      |
| Borussia Dortmund | 1997/1998     | Bundesliga | 25    | 2      | 2            | 3            | 5      | 0      | 4     | 0      | 36    | 5      |
| Borussia Dortmund | 1998/1999     | Bundesliga | 28    | 5      | 2            | 0            | –      | –      | –     | –      | 30    | 5      |
| Borussia Dortmund | 1999/2000     | Bundesliga | 29    | 4      | 1            | 0            | 11     | 0      | 2     | 0      | 43    | 4      |
| Borussia Dortmund | 2000/2001     | Bundesliga | 29    | 6      | 3            | 1            | –      | –      | –     | –      | 32    | 7      |
| Borussia Dortmund | 2001/2002     | Bundesliga | 28    | 6      | 1            | 0            | 15     | 4      | 2     | 0      | 46    | 10     |
| Borussia Dortmund | 2002/2003     | Bundesliga | 24    | 4      | 1            | 0            | 11     | 0      | 1     | 1      | 37    | 5      |
| Borussia Dortmund | 2003/2004     | Bundesliga | 23    | 2      | 2            | 0            | 5      | 2      | 2     | 0      | 32    | 4      |
| Borussia Dortmund | 2004/2005     | Bundesliga | 17    | 5      | 1            | 0            | 2      | 0      | –     | –      | 20    | 5      |
| Borussia Dortmund | 2005/2006     | Bundesliga | 10    | 4      | 1            | 0            | –      | –      | –     | –      | 11    | 4      |
| Borussia Dortmund | 2006/2007     | Bundesliga | 13    | 0      | 1            | 0            | –      | –      | –     | –      | 14    | 0      |
| Borussia Dortmund | Ogólnie       | Ogólnie    | 301   | 49     | 19           | 5            | 73     | 14     | 13    | 1      | 406   | 69     |